# Bâtiment de la maison de la culture de Bor
Le bâtiment de la maison de la culture de Bor (en serbe cyrillique : Зграда Дома културе у Бору ; en serbe latin : Zgrada Doma kulture u Boru) se trouve à Bor, dans le district de Bor, en Serbie. Il est inscrit sur la liste des monuments culturels protégés de la république de Serbie (identifiant no SK 2054).